# نوید خانجانی
نوید خانجانی (زادهٔ ۱۶ مرداد ۱۳۶۶ در اصفهان) فعال حقوق بشر و حقوق اقلیت‌ها در ایران، عضو شورای مرکزی کمیتهٔ گزارشگران حقوق بشر، زندانی سیاسی، از پایه‌گذاران کمیتهٔ حق تحصیل در مجموعهٔ فعالان حقوق بشر در ایران و مؤسس جمعیت مبارزه با تبعیض تحصیلی است.
نوید خانجانی آخرین و تنها مصاحبهٔ علیرضا داوودی از دانشجویان آزادی‌خواه و برابری‌طلب را پس از آزادی از زندان و پیش از مرگ مشکوک وی تهیه نموده بود که فایل صوتی این گفت‌وگو پس از مرگ علیرضا داوودی منتشر شد و بسیاری از حقایق زندان در خصوص شکنجه‌های جسمی و و روحی که به علیرضا داوودی شده بود در آن افشا می‌شود.

## بازداشت
وی شامگاه سه‌شنبه ۱۱ اسفندماه ۱۳۸۸ در منزل پدرش در اصفهان بازداشت شد. .
با بازداشت نوید خانجانی، تعداد اعضای دربند کمیتهٔ گزارشگران حقوق بشر در آن زمان به ۷ تن رسید. در زمان بازداشت وی اعضای دربند کمیتهٔ گزارشگران حقوق بشر شامل شیوا نظرآهاری، کوهیار گودرزی، نوید خانجانی، سعید جلالی فر، سعید کلانکی، سعید حائری و مهرداد رحیمی بوده‌است.
نوید خانجانی در تاریخ ۱۳ اردیبهشت ۱۳۸۹ با تودیع وثیقهٔ از زندان اوین آزاد گردید.

## محکومیت
نوید خانجانی، در روز یکشنبه ۱۰ بهمن ماه ۱۳۸۹ از سوی شعبهٔ ۲۶ دادگاه انقلاب اسلامی به ریاست قاضی پیرعباس، به تحمل ۱۲ سال حبس تعزیری و ۴٬۰۰۰٬۰۰۰ ریال جریمهٔ نقدی محکوم شد.
وی پیشتر در حکمی که به وکیل وی ارائه شده بود، از کشور نیز ممنوع‌الخروج شده‌است.
این حکم، به وکیل وی خانم شیما قوشه در طی چهار صفحه ابلاغ شده‌است. این حکم، بالاترین میزان محکومیت در میان فعالان حقوق بشر بوده‌است.